# Bruck (Oberbayern)
Bruck er en kommune i Landkreis Ebersberg i Regierungsbezirk Oberbayern i den tyske delstat Bayern. Den er en del af Verwaltungsgemeinschaft Glonn.

## Geografi
Bruck ligger i Region München.
I kommunen ligger følgende landsbyer og bebyggelser: Taglaching, Pienzenau, Alxing, Bruck, Bauhof, Pullenhofen, Loch, Nebelberg, Schlipfhausen, Eichtling, Doblbach, Wildaching, Feichten, Hamberg, Einharting og Wildenholzen.